# Erik van Dillen
Erik van Dillen, né le 21 février 1951 à San Mateo en Californie, est un ancien joueur de tennis professionnel américain.
Circuit amateur et circuit professionnel cumulés, il a gagné 2 tournois en simple (1 ATP) et 16 en double (13 ATP). Il a également joué en Coupe Davis, essentiellement en double, faisant partie de l'équipe américaine victorieuse en 1971 et en 1972, ainsi que de l'équipe finaliste en 1973, les trois fois associé à Stan Smith.

## Parcours dans les tournois duGrand Chelem

### En simple
| Année | Open d'Australie | Open d'Australie | Internationaux de France | Internationaux de France | Wimbledon       | Wimbledon     | US Open         | US Open       | Open d'Australie | Open d'Australie |
| ----- | ---------------- | ---------------- | ------------------------ | ------------------------ | --------------- | ------------- | --------------- | ------------- | ---------------- | ---------------- |
| 1967  | —                | —                | —                        | —                        | —               | —             | 2e tour (1/32)  | H. Fitzgibbon | n.o.             | n.o.             |
| 1968  | —                | —                | —                        | —                        | —               | —             | 1er tour (1/64) | A. Palafox    | n.o.             | n.o.             |
| 1969  | —                | —                | —                        | —                        | 1er tour (1/64) | M. Holeček    | 1er tour (1/64) | G. Scott      | n.o.             | n.o.             |
| 1970  | —                | —                | —                        | —                        | 1er tour (1/64) | A. Pattison   | 1er tour (1/64) | T. Roche      | n.o.             | n.o.             |
| 1971  | —                | —                | —                        | —                        | 1er tour (1/64) | A. Ashe       | 2e tour (1/32)  | J. Leschly    | n.o.             | n.o.             |
| 1972  | —                | —                | —                        | —                        | 3e tour (1/16)  | F. Jauffret   | —               | —             | n.o.             | n.o.             |
| 1973  | —                | —                | 3e tour (1/16)           | S. Smith                 | —               | —             | 2e tour (1/32)  | C. Pasarell   | n.o.             | n.o.             |
| 1974  | —                | —                | 1/8 de finale            | B. Borg                  | 1/8 de finale   | J. Newcombe   | 1er tour (1/64) | T. Okker      | n.o.             | n.o.             |
| 1975  | —                | —                | 1/8 de finale            | J. Andrews               | 1er tour (1/64) | J. Kamiwazumi | 1er tour (1/64) | R. Ramírez    | n.o.             | n.o.             |
| 1976  | —                | —                | 2e tour (1/32)           | J. Gisbert               | 1er tour (1/64) | A. Pattison   | 1er tour (1/64) | H.-J. Pohmann | n.o.             | n.o.             |
| 1977  | 2e tour (1/16)   | M. Riessen       | —                        | —                        | 1er tour (1/64) | A. Panatta    | —               | —             | —                | —                |
| 1978  | n.o.             | n.o.             | 1er tour (1/64)          | Ž. Franulović            | 2e tour (1/32)  | B. Martin     | 2e tour (1/32)  | B. Gottfried  | —                | —                |
| 1979  | n.o.             | n.o.             | 1er tour (1/64)          | H. Solomon               | —               | —             | 3e tour (1/16)  | G. Vilas      | —                | —                |
| 1980  | n.o.             | n.o.             | 1er tour (1/64)          | R. Gehring               | 1er tour (1/64) | A. Panatta    | 3e tour (1/16)  | R. Tanner     | —                | —                |
| 1981  | n.o.             | n.o.             | —                        | —                        | 1er tour (1/64) | J. Borowiak   | 2e tour (1/32)  | Y. Noah       | —                | —                |

N.B. : à droite du résultat se trouve le nom de l'ultime adversaire.

### En double
| Année | Open d'Australie   | Open d'Australie | Internationaux de France   | Internationaux de France    | Wimbledon                    | Wimbledon                 | US Open                     | US Open                     | Open d'Australie | Open d'Australie |
| ----- | ------------------ | ---------------- | -------------------------- | --------------------------- | ---------------------------- | ------------------------- | --------------------------- | --------------------------- | ---------------- | ---------------- |
| 1968  | —                  | —                | —                          | —                           | —                            | —                         | 1er tour (1/32) D. Stockton | P. Segura B. MacKay         | n.o.             | n.o.             |
| 1969  | —                  | —                | —                          | —                           | —                            | —                         | 1er tour (1/32) T. Leonard  | L. Ayala G. Scott           | n.o.             | n.o.             |
| 1970  | —                  | —                | —                          | —                           | 1/8 de finale C. Pasarell    | T. Okker M. Riessen       | 1/4 de finale C. Pasarell   | P. Barthes N. Pilić         | n.o.             | n.o.             |
| 1971  | —                  | —                | —                          | —                           | 1/8 de finale S. Smith       | A. Ashe D. Ralston        | Finale S. Smith             | J. Newcombe R. Taylor       | n.o.             | n.o.             |
| 1972  | —                  | —                | —                          | —                           | Finale S. Smith              | B. Hewitt F. McMillan     | 1/2 finale S. Smith         | O. Davidson J. Newcombe     | n.o.             | n.o.             |
| 1973  | —                  | —                | 1/8 de finale T. Gorman    | A. Ashe J. Kodeš            | —                            | —                         | 1/8 de finale S. Smith      | P. Cornejo J. Fillol        | n.o.             | n.o.             |
| 1974  | —                  | —                | 1/8 de finale C. Pasarell  | P. Beust D. Contet          | 1/4 de finale C. Pasarell    | R. Lutz S. Smith          | 1er tour (1/32) C. Pasarell | R. Carmichael A. Stone      | n.o.             | n.o.             |
| 1975  | —                  | —                | —                          | —                           | 2e tour (1/16) A. Ashe       | A. Panatta I. Țiriac      | 1/2 finale D. Stockton      | J. Connors I. Năstase       | n.o.             | n.o.             |
| 1976  | —                  | —                | —                          | —                           | 1er tour (1/32) R. Moore     | J. Delaney S. Menon       | —                           | —                           | n.o.             | n.o.             |
| 1977  | Finale C. Pasarell | A. Ashe T. Roche | —                          | —                           | 1er tour (1/32) C. Pasarell  | S. Ball K. Warwick        | —                           | —                           | —                | —                |
| 1978  | n.o.               | n.o.             | 1/4 de finale D. Stockton  | M. Orantes J. Higueras      | 2e tour (1/16) C. Pasarell   | C. Dowdeswell C. Kachel   | 2e tour (1/16) D. Ralston   | Ti. Gullikson To. Gullikson | —                | —                |
| 1979  | n.o.               | n.o.             | 2e tour (1/16) V. Amaya    | Ti. Gullikson To. Gullikson | —                            | —                         | —                           | —                           | —                | —                |
| 1980  | n.o.               | n.o.             | 1er tour (1/32) B. Prajoux | V. Amaya H. Pfister         | 2e tour (1/16) V. Van Patten | P. Fleming J. McEnroe     | 1er tour (1/32) R. Moore    | B. Hewitt F. McMillan       | —                | —                |
| 1981  | n.o.               | n.o.             | —                          | —                           | 2e tour (1/16) R. Moore      | P. Fleming J. McEnroe     | 1/8 de finale R. Moore      | F. Buehning F. Taygan       | —                | —                |
| 1982  | n.o.               | n.o.             | —                          | —                           | 1er tour (1/32) R. Tanner    | F. Sauer S. van der Merwe | 1er tour (1/32) F. McNair   | B. Drewett S. McCain        | —                | —                |

N.B. : le nom du ou de la partenaire se trouve sous le résultat ; le nom des ultimes adversaires se trouve à droite.